# センテニアル・チャレンジ
センテニアル・チャレンジ（英語：Centennial Challenges）は、アメリカ航空宇宙局主催の宇宙開発に係る一連の賞金付きコンテストである。アメリカ国内の複数の非政府グループ同士が、政府の資金に頼らないで宇宙開発に関係する技術を創造し、その成果を競う。

## 課題一覧

### 紐と光線電源の課題 (Tether & beam power challenge)
紐と光線電源の課題は共にエレベーター:2010競技会(Elevator:2010)の一部であり、さらに宇宙エレベーター、宇宙エレベーター関連技術の一部である。
2005年3月23日にエレベーター:2010競技会はスペースワード財団とNASAセンテニアル・チャレンジとの間のパートナーシップにより運営されると発表された。

#### 強い紐の課題 (Tether challenge または Strong Tether challenge)
この競技会は超強力な紐を構築し宇宙エレベーターの重要な構成要素を提案する。

#### 光線電源の課題 (Beam power challenge)
これは、ワイヤレス駆動リボン登山ロボットを構築するための競技会である。このコンテストでは、ロボットは、限られた期間内に重い荷物を持ち上げることが含まれる。
2005年10月に第1回目のコンテストが行われた。

### 個人向け空飛ぶ乗り物の課題 (Green Flight Challenge)
これは乗客一人当たりガソリン1ガロン(3.8リットル)相当のエネルギーを使用して2時間未満で200マイル(320km)を飛ぶことができる航空機を作る課題である。
CAFE財団(CAFE Foundation)はNASAと連携してこの課題を実施する。
2007年8月4日に競技会が行われた。

### 小型衛星打ち上げの課題 (Nano-Satellite Launch Challenge)
小型衛星(Nano-Satellite)を1週間以内に2回、地球の低軌道に配置する課題である。
NASAはこの課題で連携するパートナーを募集している。

### 夜間探査車の課題 (Night Rover Challenge)
時間の重要な部分を使って蓄えられたエネルギーで動作する太陽電池式ロボットを作る課題である。
目的は宇宙ミッションで使用するための過酷な環境で動作する電池技術の開発を促進することである。
NASAはこの課題で連携するパートナーを募集している。

### サンプル持帰りロボットの課題 (Sample Return Robot Challenge)
荒れ地で地質サンプルを発見し取得する自律ロボットを作る課題である。
目的は自律ロボットと遠隔操作技術を推進することである。
NASAはこの課題で連携するパートナーにウースター工科大学(Worcester Polytechnic Institute)を選んた。

### （期限切れ）月表土酸素の課題 (Moon regolith oxygen (MoonROx) challenge)
人工的な月面表土100kgから4時間以内に10キロワットのエネルギーで2.5kgの酸素を抽出する課題であった。
この100万ドルの賞金は受賞者のないまま、2009年6月に期限が切れた。

### （終了）宇宙服グローブの課題 (Astronaut glove challenge)
NASAより優れた宇宙服のグローブ作成に20万ドル賞、追加として5万ドル賞が提供された課題であった。
2007年5月に競技会が行われ、20万ドル賞はピーターK.ホーマー(Peter K. Homer)に授与された。
5万ドル賞は次の競技会に繰り越しとなった。
2009年11月に競技会が行われ、20万ドル賞はピーターK.ホーマー(25万ドル)とニューヨークのTed Southern(10万ドル)に授与された。5万ドル賞は授与されず、次の競技会の計画は公表されていない。

### （終了）垂直上昇着陸と月面着陸の課題 (Vertical Lander Challenge and Lunar Lander Challenge)
垂直上昇着陸の課題(レベル1)は50mの最小高度、100mの水平距離だけ離れた滑らかな表面に着陸し、給油後元の位置に戻る動作を90秒で行う課題であった。
さらに積極的な月面着陸の課題(レベル2)では着陸地が岩の表面になり、時間が180秒に増加した。
2008年アルマジロ・エアロスペースにレベル1の賞が授与された。
2009年マステンスペースシステムズ(Masten Space Systems)にレベル2の賞が授与された。

### （終了）表土掘削の課題 (Regolith Excavation Challenge)
チームが設計、構築したロボットで模擬月面土壌を発掘する課題であった。
2009年ウースター工科大学(Worcester Polytechnic Institute)に賞が授与された。

### 遠隔ロボット建設の課題 (Telerobotic Construction Challenge)
ロボットにブロックの組み立てなどをさせ、将来は無人月面探査につなげるための課題である。

### 惑星無人航空機の課題 (Planetary Unmanned Aerial Vehicle Challenge)
自律航空機にコースをクリアさせ、将来は大気がある星の探査機につなげるための課題である。

## 起源
センテニアル・チャレンジは経度賞、オルティーグ賞、アンサリ・エックス賞とDARPAグランド・チャレンジを含む長い歴史に基づいている技術賞コンテストである。
従来の政府が支出する補助金によって技術開発するよりも、このコンペティションによる技術開発の主な利点は、開発の目標が達成されたときのみに賞金という形で政府から金が支払われ、その結果、財政的負担が減ることである。
1999年、「議会は連邦政府機関に科学技術の誘致賞金コンテストをより広範囲に実験することを奨励する」ように全米技術アカデミーの報告で勧告した。
2003年、NASA宇宙建築研究論文によりXプライズ財団の援助を受けてセンテニアル・チャレンジを設立した。
「センテニアル(100年の)」という名前は、1903年のライト兄弟の初飛行100周年を記念して名付けられた。